# Coasta de Azur
Coasta de Azur (sau Riviera Franceză, franceză Côte d'Azur) este regiunea de coastă a Franței la Marea Ligurică. Una dintre cele mai cunoscute zone de litoral din lume, Coasta de Azur, se continuă în est cu Riviera Italiană prin Monaco.
Coasta de Azur se întinde pe teritoriul  departamentelor mediteraneene Alpes-Maritimes și Var, în apropierea departamentelor Alpes-de-Haute-Provence, Bouches-du-Rhône și Vaucluse.
Este unul din cele mai exotice și mai căutate locuri din lume.
Această coastă a fost una dintre primele zone de stațiune moderne. A început ca o stațiune de sănătate de iarnă pentru clasa superioară britanică la sfârșitul secolului XVIII. Odată cu sosirea căii ferate la mijlocul secolului al XIX-lea, a devenit locul de joacă și locul de vacanță al aristocraților britanici, ruși și alții, precum Regina Victoria, țarul Alexandru al II-lea și Regele Eduard al VII-lea, pe vremea când era Prinț de Wales. În vară, a fost și casă pentru mai mulți membri ai familiei Rothschild. În prima jumătate a secolului XX, aceasta a fost frecventată de artiști și scriitori, printre care Pablo Picasso, Henri Matisse, Francis Bacon, Edith Wharton, Somerset Maugham și Aldous Huxley, precum și americani bogați și europeni. După cel de-Al Doilea Război Mondial, a devenit o destinație turistică și un sit de convenții popular. Multe vedete, precum Elton John și Brigitte Bardot, au case în regiune. Oficial, Riviera Franceză găzduiește 163 de naționalități cu 83.962 rezidenți străini, deși estimările numărului de cetățeni ne-francezi care locuiesc în zonă sunt adesea mult mai mari.
Cel mai mare oraș al său este Nisa, care are o populație de 346.251 (2016). Orașul este centrul unei communauté urbaine - Nisa-Coasta de Azur - care reunește 24 de comune și peste 500.000 de locuitori și 933.080 în zona urbană. Nisa găzduiește Aeroportul Nisa Coasta de Azur, al treilea cel mai aglomerat aeroport  al Franței (după Aeroportul Charles de Gaulle și Aeroportul Orly), care se află pe o zonă de teren parțial recuperat la capătul vestic al Promenade des Anglais. Un al doilea aeroport la Mandelieu a fost cândva aeroportul comercial al regiunii, dar acum este folosit în principal de aeronavele private și de afaceri. Autostrada A8 parcurge regiunea, la fel și vechiul drum principal cunoscut în general ca Route nationale 7 (oficial acum DN7 în Var și D6007 în Alpes-Maritimes). Trenurile de mare viteză servesc regiunea de coastă și spre interior spre Grasse, serviciul TGV Sud-Est ajungând la Gara Nice-Ville în cinci ore și jumătate de la Paris.
Riviera Franceză are o populație totală de peste două milioane. Conține stațiunile de pe litoralul Cap-d'Ail, Beaulieu-sur-Mer, Saint-Jean-Cap-Ferrat, Villefranche-sur-Mer, Antibes, Juan-les-Pins, Cannes, Saint-Raphaël, Fréjus, Sainte-Marie Maxime și Saint-Tropez. Acesta este, de asemenea, casă unui parc de înaltă tehnologie și știință (franceză: technopole) Sophia Antipolis (nord de Antibes), Franța, și un centru de cercetare și tehnologie la Université Côte-d'Azur. Regiunea are 35.000 de studenți, dintre care 25 la sută sunt înscriși la un doctorat.
Riviera Franceză este o zonă importantă de iahting și de croazieră cu mai multe porturi de-a lungul coastei sale. Potrivit Agenției de Dezvoltare Economică a Coastei de Azur, în fiecare an, Riviera găzduiește 50 la sută din flota de iaht de lux din lume, 90% din toate superiahturile vizitând coasta regiunii cel puțin o dată în viață. Ca centru turistic, Riviera Franceză beneficiază de 310 până la 330 de zile de soare pe an, 115 kilometri (71 mile) de coastă și plaje, 18 terenuri de golf, 14 stațiuni de schi și 3.000 de restaurante.